# هيكتور راميريز
هيكتور راميريز هو لاعب كرة قاعدة دومينيكاني، ولد في 15 ديسمبر 1971 في El Seibo, Dominican Republic ‏ في جمهورية الدومينيكان.

## وصلات خارجية
- هيكتور راميريز على موقعبيزبول رفرنس.كوم (الدوري الرئيسي) (الإنجليزية)
- هيكتور راميريز على موقعبيزبول رفرنس.كوم (الدوري الثانوي) (الإنجليزية)